# Al-Suwaira
al-Suwaira (arabiska الصويرة) är en stad i provinsen Wasit i östra Irak, och är belägen cirka 130 kilometer nordväst om al-Kut och 55 kilometer söder om Bagdad. al-Suwaira är den största staden i provinsen Wasit.